# 連合作戦
連合作戦（れんごうさくせん、英語: Combined Operation）とは二ヶ国以上の軍隊部隊が同じ作戦目標を持って実行される軍事作戦である。

## 概要
連合作戦は二ヶ国以上の軍隊部隊を共通の作戦目標の下に運用する作戦であり、その長所として作戦部隊の兵力や後方支援能力を拡大し、多方面に部隊を展開して戦いの主導権を獲得しやすい。また国内的には世論に多国で行う作戦であるということで正統性を主張することができる。さらにこの作戦の特徴としてはまず戦争遂行の主導権が大国に委ねられることになる点がある。
二国以上で作戦上において連携するためにそれらの国家はすべて同じ境遇におかれることになるが、その提供している軍事力によって連携している国家間でも特に主導的な立場にある国とそうでない国が現れ、上下関係のようなものへと発展する。そのために大国の政戦略によってそれ以外の国の意思とは関係なく、作戦の目標や方向性などが規定されてしまいがちになる。またこのような主導的な地位にある国が連合作戦の掲げる大義名分とは異なる隠された戦争目的を持っている場合がある。
さらに連合作戦では協力しているとしたとしても国際関係において各国は自国の国益を最優先するものであり、そのために大義名分とは関係なく、戦後の勢力均衡や国益のために優勢な勢力へ参加するだけの場合が多い。

## 問題
- 連合している国家間における共同の戦争目的が国益、民族感情などによって阻害、崩壊する危険性がある。また民主主義国家間においては世論や首脳の合意やそれらの調整などの関係から迅速性や軍事的な効率性が失われる場合がある。
- 連合している国家はそれぞれ自国の戦略を戦争目的よりも重視する傾向が見られる。
- 自国軍の部隊を他国軍の部隊に従属することが心情として嫌う場合がある。軍隊は国家の代表であり、また指揮権は国家の象徴でもある。そのために特に民族が異なる部隊が連合作戦することは感情の面で指揮下に入ることを嫌がるために指揮統一の実現が難しい。
- 国家間で制度、各種システム、戦略、戦術、戦闘教義、錬度、士気などに差異があると作戦行動に齟齬が生じる。
- 言語、風俗、宗教などが異なると多国間で問題解決の手順や意思疎通に問題が発生する。
- 政府間での信頼関係があったとしても現地で他国軍に自軍の安全を委ねることや犠牲になるということが感情的に納得することが難しく、部隊間での不信感に繋がりやすい。